# Berkshire (New York)
Berkshire város az Amerikai Egyesült Államok New York államában, Tioga megyében. Lakosainak száma 1480 fő (2020. április 1.).

## Népesség
A település népességének változása:

| 2010 | 1 412 |
| 2020 | 1 480 |